# Ludwik Herstopski
Ludwik Herstopski herbu Drogosław – sędzia wschowski w latach 1785–1788, podsędek wschowski w latach 1765–1785, pisarz wschowski w latach 1763–1765.
Poseł na sejm 1766 roku z województwa kaliskiego.